# Lijst van gemeentelijke monumenten in De Friese Meren
De gemeente De Friese Meren heeft 275 gemeentelijke monumenten. Hieronder een overzicht. 

## Bakhuizen
De plaats Bakhuizen kent 2 gemeentelijke monumenten:
| Object                                                                   | Bouwjaar   | Architect     | Locatie                   | Coördinaten                   | Nr.    | Afbeelding                                   |
| ------------------------------------------------------------------------ | ---------- | ------------- | ------------------------- | ----------------------------- | ------ | -------------------------------------------- |
| Woonhuis/café met vernieuwingsstijlelementen                             | circa 1910 |               | Sint Odulphusstraat 35    | 52° 52' 12" NB, 5° 27' 27" OL | 1940/3 | Woonhuis/café met vernieuwingsstijlelementen |
| R.K. Sint-Odulphuskerk in neogotiesche stijl met kerkhof en calvarieberg |            | Alfred Tepe ? | Sint Odulphusstraat 65-67 | 52° 52' 8" NB, 5° 27' 32" OL  | 1940/4 | Meer afbeeldingen                            |

## Balk
De plaats Balk kent 12 gemeentelijke monumenten:
| Object                                        | Bouwjaar         | Architect | Locatie                | Coördinaten                   | Nr.     | Afbeelding                                    |
| --------------------------------------------- | ---------------- | --------- | ---------------------- | ----------------------------- | ------- | --------------------------------------------- |
| Gemeentehuis met vernieuwingsstijl elementen  | 1901             |           | Dubbelstraat 1-1b      | 52° 53' 56" NB, 5° 35' 1" OL  | 1940/5  | Meer afbeeldingen                             |
| Cultureel centrum                             |                  |           | Dubbelstraat 10        | 52° 53' 53" NB, 5° 35' 1" OL  | 1940/8  | Cultureel centrum                             |
| Trafo                                         |                  |           | Lytse Side 3           | 52° 53' 57" NB, 5° 35' 1" OL  | 1940/11 | Trafo                                         |
| Directeurwoning met neoclassicische elementen | circa 1870, 1916 |           | Lytse Side 13          | 52° 53' 59" NB, 5° 35' 7" OL  | 1940/12 | Directeurwoning met neoclassicische elementen |
| Woonhuis in vernieuwingsstijl                 | 1912             |           | Meerweg 8              | 52° 53' 58" NB, 5° 35' 0" OL  | 1940/13 | Woonhuis in vernieuwingsstijl                 |
| Kademuren                                     |                  |           | Raadhuisstraat         | 52° 53' 52" NB, 5° 34' 49" OL | 1940/14 | Kademuren                                     |
| Doopsgezinde kerk                             | 1863             |           | Raadhuisstraat 26-27   | 52° 53' 52" NB, 5° 34' 52" OL | 1940/15 | Doopsgezinde kerk                             |
| Winkel/bakkerij                               |                  |           | Van Swinderenstraat 4  | 52° 53' 57" NB, 5° 34' 56" OL | 1940/17 | Winkel/bakkerij                               |
| Woonhuis-praktijk (arts)                      | circa 1870-1880  |           | Van Swinderenstraat 11 | 52° 53' 56" NB, 5° 34' 55" OL | 1940/18 | Woonhuis-praktijk (arts)                      |
| Winkel/woonhuis                               | 18e eeuw         |           | Van Swinderenstraat 42 | 52° 53' 52" NB, 5° 34' 48" OL | 1940/19 | Winkel/woonhuis                               |
| Café met vernieuwingsstijlelementen           | circa 1900       |           | Van Swinderenstraat 69 | 52° 53' 49" NB, 5° 34' 42" OL | 1940/20 | Upload foto                                   |
| Woonhuis                                      |                  |           | Wikelerdyk 10          | 52° 53' 52" NB, 5° 35' 7" OL  | 1940/21 | Upload foto                                   |

## Bantega
De plaats Bantega kent 12 gemeentelijke monumenten:
| Object                                      | Bouwjaar   | Architect                  | Locatie              | Coördinaten                   | Nr.        | Afbeelding                                  |
| ------------------------------------------- | ---------- | -------------------------- | -------------------- | ----------------------------- | ---------- | ------------------------------------------- |
|                                             |            |                            | Bandsloot 16         | 52° 50' 32" NB, 5° 47' 51" OL | 1940/WN022 |                                             |
|                                             |            |                            | Bandsloot 37         | 52° 50' 40" NB, 5° 49' 26" OL | 1940/WN023 | Upload foto                                 |
|                                             |            |                            | Klijnsmavaart 10     | 52° 50' 57" NB, 5° 49' 13" OL | 1940/WN024 | Upload foto                                 |
|                                             |            |                            | Meester Wijmaweg 1   | 52° 50' 2" NB, 5° 48' 19" OL  | 1940/WN016 | Upload foto                                 |
|                                             |            |                            | Middenweg 124        | 52° 50' 33" NB, 5° 47' 45" OL | 1940/WN015 |                                             |
| School in Invloeden vernieuwingsstijl stijl | 1920       | Werf, J. van de (Echten) ? | Middenweg 125        | 52° 50' 37" NB, 5° 47' 48" OL | 1940/WN025 | School in Invloeden vernieuwingsstijl stijl |
|                                             |            |                            | Middenweg 165        | 52° 50' 23" NB, 5° 47' 44" OL | 1940/WN026 | Upload foto                                 |
|                                             |            |                            | Middenweg 173        | 52° 50' 8" NB, 5° 47' 22" OL  | 1940/WN020 | Upload foto                                 |
| Boomsingels t.p.v. vml. Huis ter Velde      |            |                            | Middenweg bij 173    |                               | 1940/WN021 | Upload foto                                 |
|                                             |            |                            | Otterweg 17          | 52° 51' 8" NB, 5° 46' 52" OL  | 1940/WN017 | Upload foto                                 |
| Spuisluis naar vml. Zuiderzee               | circa 1890 |                            | Schoterzijl bij 5    | 52° 49' 5" NB, 5° 49' 6" OL   | 1940/WN018 | Upload foto                                 |
|                                             |            |                            | Schoteruiterdijken 7 | 52° 50' 11" NB, 5° 49' 54" OL | 1940/WN019 | Upload foto                                 |

## Delfstrahuizen
De plaats Delfstrahuizen kent 12 gemeentelijke monumenten:
| Object                                                       | Bouwjaar   | Architect     | Locatie       | Coördinaten                   | Nr.        | Afbeelding                                                   |
| ------------------------------------------------------------ | ---------- | ------------- | ------------- | ----------------------------- | ---------- | ------------------------------------------------------------ |
|                                                              |            |               | Marwei 9      | 52° 52' 26" NB, 5° 49' 22" OL | 1940/WN176 |                                                              |
|                                                              |            |               | Marwei 13     | 52° 52' 25" NB, 5° 49' 22" OL | 1940/WN180 |                                                              |
|                                                              |            |               | Marwei 15     | 52° 52' 25" NB, 5° 49' 22" OL | 1940/WN181 |                                                              |
|                                                              |            |               | Marwei 17     | 52° 52' 25" NB, 5° 49' 22" OL | 1940/WN172 |                                                              |
| Stelp boerderij                                              | circa 1890 |               | Marwei 59     | 52° 52' 32" NB, 5° 49' 31" OL | 1940/WN179 | Upload foto                                                  |
|                                                              |            |               | Marwei 79     | 52° 53' 32" NB, 5° 50' 56" OL | 1940/WN182 |                                                              |
| Jacobuskerk (NH) in Neoromano-gotisch stijl                  | 1908       | Schreur, J.   | Marwei 86     | 52° 52' 60" NB, 5° 50' 16" OL | 1940/WN177 | Jacobuskerk (NH) in Neoromano-gotisch stijl                  |
| Woonhuis in Vernieuwingsstijl, elementen van stijl           |            | Kramer, H.H.? | Marwei 92     | 52° 53' 3" NB, 5° 50' 20" OL  | 1940/WN178 | Woonhuis in Vernieuwingsstijl, elementen van stijl           |
| Baarhuisje met vernieuwingsstijl elementen bij begraafplaats | circa 1910 |               | Marwei bij 94 | 52° 53' 3" NB, 5° 50' 22" OL  | 1940/WN183 | Baarhuisje met vernieuwingsstijl elementen bij begraafplaats |
|                                                              |            |               | Tjongerpad 22 | 52° 52' 24" NB, 5° 51' 25" OL | 1940/WN173 | Upload foto                                                  |
|                                                              |            |               | Tjongerpad 26 | 52° 52' 36" NB, 5° 51' 47" OL | 1940/WN174 | Upload foto                                                  |
|                                                              |            |               | Tjongerpad 29 | 52° 52' 54" NB, 5° 52' 11" OL | 1940/WN175 | Upload foto                                                  |

## Echten
De plaats Echten kent 9 gemeentelijke monumenten:
| Object                                                             | Bouwjaar   | Architect                 | Locatie       | Coördinaten                   | Nr.        | Afbeelding                                                         |
| ------------------------------------------------------------------ | ---------- | ------------------------- | ------------- | ----------------------------- | ---------- | ------------------------------------------------------------------ |
| Woonhuis in Vernieuwingsstijl, elementen van stijl                 | 1925       |                           | Hoofdweg 2    | 52° 52' 22" NB, 5° 47' 45" OL | 1940/WN185 | Woonhuis in Vernieuwingsstijl, elementen van stijl                 |
|                                                                    |            |                           | Hoofdweg 3    | 52° 52' 24" NB, 5° 47' 46" OL | 1940/WN187 |                                                                    |
|                                                                    |            |                           | Hoofdweg 8    | 52° 52' 24" NB, 5° 47' 54" OL | 1940/WN188 |                                                                    |
| Rentenierwoning                                                    | circa 1880 |                           | Hoofdweg 12   | 52° 52' 24" NB, 5° 47' 56" OL | 1940/WN189 | Rentenierwoning                                                    |
| Dienstwoning met vernieuwingsstijl elementen; Structuur: Ringvaart | circa 1890 | Mulder, A. ? (Heerenveen) | Hoofdweg 23   | 52° 52' 26" NB, 5° 48' 9" OL  | 1940/WN186 | Dienstwoning met vernieuwingsstijl elementen; Structuur: Ringvaart |
|                                                                    |            |                           | Hoofdweg 28   | 52° 52' 24" NB, 5° 48' 8" OL  | 1940/WN190 | Upload foto                                                        |
|                                                                    |            |                           | Hoofdweg 31   | 52° 52' 27" NB, 5° 48' 14" OL | 1940/WN191 |                                                                    |
|                                                                    |            |                           | Herenweg 97   | 52° 52' 26" NB, 5° 47' 37" OL | 1940/WN184 |                                                                    |
|                                                                    |            |                           | Middenvaart 1 | 52° 52' 24" NB, 5° 47' 56" OL | 1940/WN192 |                                                                    |

## Echtenerbrug
De plaats Echtenerbrug kent 15 gemeentelijke monumenten:
| Object                                   | Bouwjaar   | Architect      | Locatie       | Coördinaten                   | Nr.        | Afbeelding                               |
| ---------------------------------------- | ---------- | -------------- | ------------- | ----------------------------- | ---------- | ---------------------------------------- |
| Pastorie met vernieuwingsstijl elementen | circa 1916 | Kramer, H.H. ? | Duimstraat 8  | 52° 52' 13" NB, 5° 49' 21" OL | 1940/WN204 | Pastorie met vernieuwingsstijl elementen |
|                                          |            |                | Duimstraat 12 | 52° 52' 14" NB, 5° 49' 22" OL | 1940/WN205 |                                          |
|                                          |            |                | Duimstraat 18 | 52° 52' 17" NB, 5° 49' 23" OL | 1940/WN206 | Upload foto                              |
| Woonhuis                                 | circa 1930 |                | Duimstraat 25 | 52° 52' 15" NB, 5° 49' 19" OL | 1940/WN193 | Woonhuis                                 |
|                                          |            |                | Duimstraat 27 | 52° 52' 15" NB, 5° 49' 19" OL | 1940/WN194 |                                          |
|                                          |            |                | Duimstraat 29 | 52° 52' 15" NB, 5° 49' 19" OL | 1940/WN198 |                                          |
| woonhuis                                 |            |                | Duimstraat 32 | 52° 52' 21" NB, 5° 49' 22" OL | 1940/WN197 | woonhuis                                 |
|                                          |            |                | Duimstraat 35 | 52° 52' 18" NB, 5° 49' 20" OL | 1940/WN195 |                                          |
|                                          |            |                | Duimstraat 37 | 52° 52' 18" NB, 5° 49' 20" OL | 1940/WN207 |                                          |
|                                          |            |                | Duimstraat 65 | 52° 52' 22" NB, 5° 49' 21" OL | 1940/WN201 |                                          |
|                                          |            |                | Duimstraat 67 | 52° 52' 22" NB, 5° 49' 22" OL | 1940/WN199 |                                          |
|                                          |            |                | Hoofdweg 93   | 52° 52' 17" NB, 5° 49' 19" OL | 1940/WN202 |                                          |
|                                          |            |                | Koopmanweg 4  | 52° 51' 24" NB, 5° 48' 3" OL  | 1940/WN200 | Upload foto                              |
|                                          |            |                | Krom pad 3    | 52° 52' 9" NB, 5° 49' 43" OL  | 1940/WN203 |                                          |
|                                          |            |                | Krom pad 11   | 52° 51' 51" NB, 5° 50' 26" OL | 1940/WN196 |                                          |

## Eesterga
De plaats Eesterga kent 4 gemeentelijke monumenten:
| Object                              | Bouwjaar   | Architect | Locatie           | Coördinaten                   | Nr.        | Afbeelding                          |
| ----------------------------------- | ---------- | --------- | ----------------- | ----------------------------- | ---------- | ----------------------------------- |
|                                     |            |           | Straatweg 2       | 52° 51' 36" NB, 5° 43' 17" OL | 1940/WN208 | Upload foto                         |
| Begraafplaats, hekwerk en praalgraf |            |           | Straatweg naast 3 | 52° 51' 40" NB, 5° 43' 18" OL | 1940/WN209 | Begraafplaats, hekwerk en praalgraf |
| Stelp Boerderij Cornelia Hoeve      | circa 1937 |           | Straatweg 9       | 52° 51' 47" NB, 5° 43' 26" OL | 1940/WN211 | Stelp Boerderij Cornelia Hoeve      |
|                                     |            |           | Straatweg 17      | 52° 51' 56" NB, 5° 43' 35" OL | 1940/WN210 |                                     |

## Elahuizen
De plaats Elahuizen kent 2 gemeentelijke monumenten:
| Object                        | Bouwjaar   | Architect | Locatie      | Coördinaten                   | Nr.     | Afbeelding                    |
| ----------------------------- | ---------- | --------- | ------------ | ----------------------------- | ------- | ----------------------------- |
| NH Kerk in neoromaanse stijl  | circa 1890 |           | Tsjerkewei 3 | 52° 55' 16" NB, 5° 32' 15" OL | 1940/22 | Meer afbeeldingen             |
| Stelp boerderij met koetshuis | circa 1870 |           | Waldwei 3    | 52° 54' 43" NB, 5° 32' 4" OL  | 1940/23 | Stelp boerderij met koetshuis |

## Follega
De plaats Follega kent 4 gemeentelijke monumenten:
| Object             | Bouwjaar   | Architect | Locatie      | Coördinaten                   | Nr.        | Afbeelding         |
| ------------------ | ---------- | --------- | ------------ | ----------------------------- | ---------- | ------------------ |
| Kop-romp boerderij | circa 1880 |           | Straatweg 32 | 52° 53' 14" NB, 5° 44' 18" OL | 1940/WN217 | Kop-romp boerderij |
|                    |            |           | Straatweg 35 | 52° 52' 57" NB, 5° 44' 11" OL | 1940/WN214 |                    |
|                    |            |           | Straatweg 47 | 52° 53' 18" NB, 5° 44' 12" OL | 1940/WN215 |                    |
|                    |            |           | Straatweg 53 | 52° 51' 0" NB, 5° 42' 55" OL  | 1940/WN216 | Upload foto        |

## Harich
De plaats Harich kent 2 gemeentelijke monumenten:
| Object                                                         | Bouwjaar | Architect | Locatie       | Coördinaten                  | Nr.     | Afbeelding                                                     |
| -------------------------------------------------------------- | -------- | --------- | ------------- | ---------------------------- | ------- | -------------------------------------------------------------- |
| Dorpshuis                                                      |          |           | Stinsenwei 11 | 52° 54' 8" NB, 5° 33' 52" OL | 1940/25 | Dorpshuis                                                      |
| Hotel/restaurant, Boerderij in Eclecticisme, invloed van stijl | 1870     |           | Welgelegen 15 | 52° 54' 14" NB, 5° 34' 4" OL | 1940/26 | Hotel/restaurant, Boerderij in Eclecticisme, invloed van stijl |

## Lemmer
De plaats Lemmer kent 157 gemeentelijke monumenten, zie de Lijst van gemeentelijke monumenten in Lemmer.

## Oosterzee
De plaats Oosterzee kent 22 gemeentelijke monumenten:
| Object                                                        | Bouwjaar   | Architect | Locatie             | Coördinaten                   | Nr.        | Afbeelding                    |
| ------------------------------------------------------------- | ---------- | --------- | ------------------- | ----------------------------- | ---------- | ----------------------------- |
|                                                               |            |           | Beukenlaan 1        | 52° 52' 6" NB, 5° 44' 51" OL  | 1940/WN243 | Upload foto                   |
| Begraafplaats                                                 | 19e eeuw   |           | Beukenlaan naast 14 | 52° 51' 59" NB, 5° 44' 58" OL | 1940/WN244 | Upload foto                   |
| Rentenierwoning met vernieuwingsstijl elementen               |            |           | Beukenlaan 34       | 52° 52' 4" NB, 5° 44' 54" OL  | 1940/WN236 | Upload foto                   |
|                                                               |            |           | Beukenlaan 36       | 52° 52' 5" NB, 5° 44' 54" OL  | 1940/WN245 | Upload foto                   |
| Woonhuis met vernieuwingsstijl elementen                      | circa 1870 |           | Beukenlaan 38       | 52° 52' 5" NB, 5° 44' 54" OL  | 1940/WN232 | Upload foto                   |
|                                                               |            |           | Buren 22            | 52° 52' 7" NB, 5° 45' 1" OL   | 1940/WN246 |                               |
|                                                               |            |           | Buren 27            | 52° 52' 11" NB, 5° 45' 4" OL  | 1940/WN247 |                               |
|                                                               |            |           | Buren 31            | 52° 52' 13" NB, 5° 45' 9" OL  | 1940/WN248 |                               |
|                                                               |            |           | Buren 35            | 52° 52' 15" NB, 5° 45' 20" OL | 1940/WN249 |                               |
|                                                               |            |           | Buren 37            | 52° 52' 10" NB, 5° 45' 6" OL  | 1940/WN240 | Upload foto                   |
| Voormalig limnologisch laboratorium, nu een watersportcentrum | 1976       |           | De Akkers 47        | 52° 52' 34" NB, 5° 46' 21" OL | 1940/WN250 | Upload foto                   |
|                                                               |            |           | Herenweg 9          | 52° 52' 21" NB, 5° 45' 57" OL | 1940/WN252 | Upload foto                   |
|                                                               |            |           | Herenweg 13         | 52° 52' 22" NB, 5° 45' 60" OL | 1940/WN251 |                               |
|                                                               |            |           | Herenweg 84         | 52° 52' 25" NB, 5° 46' 39" OL | 1940/WN237 |                               |
| Kop-romp Boerderij Haniastate                                 | 1876       |           | Herenweg 87         | 52° 52' 28" NB, 5° 47' 2" OL  | 1940/WN253 | Kop-romp Boerderij Haniastate |
| Rentenierwoning met neoclassicische invloeden                 | circa 1877 |           | Herenweg 102        | 52° 52' 24" NB, 5° 47' 14" OL | 1940/WN238 | Upload foto                   |
|                                                               |            |           | Holsteinpad 7       | 52° 51' 44" NB, 5° 46' 29" OL | 1940/WN239 | Upload foto                   |
|                                                               |            |           | Molenweg 10         | 52° 52' 29" NB, 5° 44' 54" OL | 1940/WN233 | Upload foto                   |
| Sluiskolk                                                     |            |           | Sluispad bij 31     |                               | 1940/WN241 | Upload foto                   |
|                                                               |            |           | Westeind 5          | 52° 51' 33" NB, 5° 44' 13" OL | 1940/WN234 | Upload foto                   |
|                                                               |            |           | Westeind 7          | 52° 51' 37" NB, 5° 44' 18" OL | 1940/WN242 | Upload foto                   |
|                                                               |            |           | Westeind 17         | 52° 51' 46" NB, 5° 44' 48" OL | 1940/WN235 | Upload foto                   |

## Oudega
De plaats Oudega kent 2 gemeentelijke monumenten:
| Object                                | Bouwjaar | Architect | Locatie          | Coördinaten                   | Nr.     | Afbeelding                            |
| ------------------------------------- | -------- | --------- | ---------------- | ----------------------------- | ------- | ------------------------------------- |
| Pastorie bij de Johannes de Doperkerk |          |           | Aldewei 4        | 52° 54' 15" NB, 5° 31' 22" OL | 1940/32 | Pastorie bij de Johannes de Doperkerk |
| Boerderij                             |          |           | lge Galamawei 12 | 52° 54' 20" NB, 5° 31' 30" OL | 1940/34 | Boerderij                             |

## Oudemirdum
De plaats Oudemirdum kent 6 gemeentelijke monumenten:
| Object                          | Bouwjaar | Architect | Locatie             | Coördinaten                   | Nr.     | Afbeelding          |
| ------------------------------- | -------- | --------- | ------------------- | ----------------------------- | ------- | ------------------- |
| Luchtwachttoren 6H3             | 1953     |           | Huningspaed         | 52° 50' 52" NB, 5° 31' 26" OL | 1940/36 | Meer afbeeldingen   |
| Woning                          |          |           | Jan Schotanuswei 44 | 52° 51' 1" NB, 5° 31' 39" OL  | 1940/35 | Woning              |
| Gaaikemabank                    | 1925     |           | Jolderenbos         | 52° 50' 53" NB, 5° 31' 6" OL  | 1940/37 | Gaaikemabank        |
| Boerderij/schuur bij Kippenburg |          |           | Kippenburg bij 5    |                               | 1940/40 | Upload foto         |
| Brug bij Kippenburg             |          |           | Kippenburg bij 5    |                               | 1940/41 | Brug bij Kippenburg |
| Trafohuisje                     |          |           | Sminkewei bij 1     |                               | 1940/38 | Trafohuisje         |

## Rijs
De plaats Rijs kent 3 gemeentelijke monumenten:
| Object                        | Bouwjaar   | Architect                             | Locatie         | Coördinaten                   | Nr.     | Afbeelding        |
| ----------------------------- | ---------- | ------------------------------------- | --------------- | ----------------------------- | ------- | ----------------- |
| Recreatiewoning Nooit-Gedacht | circa 1950 |                                       | Enkhuizerlaan 6 | 52° 51' 54" NB, 5° 29' 31" OL | 1940/42 | Upload foto       |
| Villa Mooi Gaasterland        | circa 1915 | Schulder, M.J. van de ('s Gravenhage) | Marderleane 1   | 52° 51' 48" NB, 5° 29' 57" OL | 1940/46 | Meer afbeeldingen |
| Villa                         |            |                                       | Marderleane 2   | 52° 51' 46" NB, 5° 29' 52" OL | 1940/47 | Villa             |

## Ruigahuizen
De plaats Ruigahuizen kent 1 gemeentelijk monument:
| Object                                   | Bouwjaar   | Architect | Locatie          | Coördinaten                   | Nr.     | Afbeelding  |
| ---------------------------------------- | ---------- | --------- | ---------------- | ----------------------------- | ------- | ----------- |
| Woonhuis met schuur, Jachthuis/boerderij | circa 1880 |           | Coenderssingel 4 | 52° 53' 12" NB, 5° 34' 28" OL | 1940/49 | Upload foto |

## Sloten
De plaats Sloten kent 5 gemeentelijke monumenten:
| Object                                              | Bouwjaar   | Architect | Locatie                | Coördinaten                   | Nr.     | Afbeelding                                          |
| --------------------------------------------------- | ---------- | --------- | ---------------------- | ----------------------------- | ------- | --------------------------------------------------- |
| Vml ger. Kerk Lytse Tsjerke                         | 1930       |           | Achterom 104           | 52° 53' 38" NB, 5° 38' 42" OL | 1940/51 | Meer afbeeldingen                                   |
| Cafe, Stadswaag                                     | circa 1870 |           | Dubbelstraat 214       | 52° 53' 42" NB, 5° 38' 42" OL | 1940/52 | Cafe, Stadswaag                                     |
| Pastorie De Kapel, hoort bij de Sint-Fredericuskerk | 1933       |           | Kapelstreek 222        | 52° 53' 43" NB, 5° 38' 41" OL | 1940/53 | Pastorie De Kapel, hoort bij de Sint-Fredericuskerk |
| Trafo                                               |            |           | Koestraat 27           | 52° 53' 43" NB, 5° 38' 50" OL | 1940/55 | Trafo                                               |
| Woonhuizen                                          |            |           | Spanjaardsdijk 1 t/m 9 | 52° 53' 46" NB, 5° 39' 11" OL | 1940/56 | Woonhuizen                                          |

## Wijckel
De plaats Wijckel kent 5 gemeentelijke monumenten:
| Object                                  | Bouwjaar | Architect | Locatie                 | Coördinaten                   | Nr.     | Afbeelding        |
| --------------------------------------- | -------- | --------- | ----------------------- | ----------------------------- | ------- | ----------------- |
| Boerderij met zomerwoning en varkenshok |          |           | Iwert 15                | 52° 52' 43" NB, 5° 37' 12" OL | 1940/63 | Upload foto       |
| Notariswoning                           |          |           | Jachtlustweg 24         | 52° 53' 29" NB, 5° 36' 12" OL | 1940/61 | Notariswoning     |
| Woonhuis                                |          |           | Jeen Hornstraweg 6      | 52° 53' 20" NB, 5° 37' 31" OL | 1940/59 | Woonhuis          |
| Pastorie                                |          |           | Menno van Coehoornweg 6 | 52° 53' 23" NB, 5° 37' 25" OL | 1940/62 | Pastorie          |
| Tjasker                                 |          |           | Zandpoel                | 52° 52' 27" NB, 5° 37' 29" OL | 1940/58 | Meer afbeeldingen |

De Friese Meren  ·
Harlingen  ·
Heerenveen  ·
Leeuwarden  · Leeuwarderadeel  ·
Ooststellingwerf  ·
Súdwest‑Fryslân  ·
Smallingerland  ·
Weststellingwerf